# Linia kolejowa Weimar – Gera
Linia kolejowa Weimar – Gera – dwutorowa, niezeltryfikowana linia kolejowa w Niemczech, w kraju związkowym Turyngia. Biegnie od Weimar przez Jenę, Stadtroda i Hermsdorf-Klosterlausnitz do Gery. Została zbudowana przez Weimar-Geraer Eisenbahn-Gesellschaft, spółkę założoną w 1872, która ukończyła budowę linii w czerwcu 1876 roku.